# اگواس کورینتس
اگواس کورینتس (به لاتین: Aguas Corrientes) یک منطقهٔ مسکونی در اروگوئه است که در Canelones Department واقع شده‌است.

## خصوصیات
اگواس کورینتس ۱٬۰۴۷ نفر جمعیت دارد.

## جمعیت
| سال  | جمعیت |
| ---- | ----- |
| ۱۹۶۳ | ۹۶۱   |
| ۱۹۷۵ | ۱٬۰۰۱ |
| ۱۹۸۵ | ۱٬۰۲۵ |
| ۱۹۹۶ | ۱٬۰۴۶ |
| ۲۰۰۴ | ۱٬۰۹۵ |
| ۲۰۱۱ | ۱٬۰۴۷ |

منبع: مؤسسه ملی آمار اروگوئه